# 오! 이 맛이야
《오! 이 맛이야》는 2008년 6월 7일부터 2022년 5월 13일까지 방송되었던 시사교양 프로그램이다.

## 방송 시간
| 방송 채널 | 방송 기간                           | 방송 시간                                     |
| --------- | ----------------------------------- | --------------------------------------------- |
| OBS경인TV | 2008년 6월 7일 ~ 2009년 11월 7일    | 매주 토요일 낮 1시 55분 ~ 2시 55분            |
| OBS경인TV | 2010년 1월 23일 ~ 2010년 4월 17일   | 매주 토요일 낮 1시 55분 ~ 2시 55분            |
| OBS경인TV | 2010년 11월 13일 ~ 2011년 3월 26일  | 매주 토요일 낮 1시 55분 ~ 2시 55분            |
| OBS경인TV | 2009년 11월 14일 ~ 2010년 1월 16일  | 매주 토요일 오후 2시 ~ 3시                    |
| OBS경인TV | 2010년 7월 24일 ~ 2010년 11월 6일   | 매주 토요일 오후 2시 ~ 3시                    |
| OBS경인TV | 2010년 4월 24일 ~ 2010년 7월 17일   | 매주 토요일 낮 1시 50분 ~ 2시 50분            |
| OBS경인TV | 2011년 3월 28일 ~ 2011년 9월 26일   | 매주 월요일 낮 12시 10분 ~ 1시 10분           |
| OBS경인TV | 2011년 10월 8일 ~ 2012년 3월 31일   | 매주 토요일 오후 5시 15분 ~ 6시 15분          |
| OBS경인TV | 2012년 10월 27일 ~ 2013년 4월 13일  | 매주 토요일 오후 5시 15분 ~ 6시 15분          |
| OBS경인TV | 2012년 4월 7일                      | 토요일 오후 5시 45분 ~ 6시 45분               |
| OBS경인TV | 2012년 4월 14일                     | 토요일 오후 2시 45분 ~ 3시 45분               |
| OBS경인TV | 2012년 4월 28일                     | 매주 토요일 오후 2시 50분 ~ 3시 50분          |
| OBS경인TV | 2012년 5월 12일 ~ 2012년 10월 6일   | 매주 토요일 오후 2시 50분 ~ 3시 50분          |
| OBS경인TV | 2012년 5월 5일                      | 토요일 밤 8시 15분 ~ 9시 15분                 |
| OBS경인TV | 2012년 10월 13일 ~ 2012년 10월 20일 | 토요일 오후 5시 10분 ~ 6시 10분               |
| OBS경인TV | 2013년 4월 21일 ~ 2013년 6월 30일   | 매주 일요일 오전 10시 45분 ~ 11시 45분        |
| OBS경인TV | 2013년 7월 7일 ~ 2013년 10월 27일   | 매주 일요일 오후 4시 55분 ~ 5시 55분          |
| OBS경인TV | 2013년 11월 3일 ~ 2014년 10월 5일   | 매주 일요일 아침 10시 ~ 10시 55분             |
| OBS경인TV | 2014년 10월 10일 ~ 2015년 9월 11일  | 매주 금요일 밤 9시 45분 ~ 10시 40분           |
| OBS경인TV | 2015년 12월 4일 ~ 2016년 4월 22일   | 매주 금요일 밤 9시 45분 ~ 10시 40분           |
| OBS경인TV | 2015년 9월 18일 ~ 2015년 11월 27일  | 매주 금요일 밤 9시 35분 ~ 10시 30분           |
| OBS경인TV | 2016년 5월 1일 ~ 2016년 7월 24일    | 매주 일요일 오전 11시 55분 ~ 12시 55분        |
| OBS경인TV | 2016년 7월 31일 ~ 2016년 10월 30일  | 매주 일요일 아침 9시 45분 ~ 10시 45분         |
| OBS경인TV | 2016년 10월 31일 ~ 2017년 3월 17일  | 매주 평일 오전 11시 15분 ~ 11시 45분          |
| OBS경인TV | 2017년 3월 21일 ~ 2017년 5월 17일   | 매주 화요일 ~ 토요일 새벽 1시 15분 ~ 1시 40분 |
| OBS경인TV | 2017년 5월 28일 ~ 2018년 3월 25일   | 매주 일요일 아침 6시 55분 ~ 7시 55분          |
| OBS경인TV | 2018년 3월 31일 ~ 2018년 8월 18일   | 매주 토요일 저녁 6시 45분 ~ 7시 45분          |
| OBS경인TV | 2018년 8월 25일 ~ 2018년 10월 27일  | 매주 토요일 아침 6시 ~ 6시 55분               |
| OBS경인TV | 2018년 11월 1일 ~ 2018년 12월 13일  | 매주 목요일 낮 12시 5분 ~ 1시 5분             |
| OBS경인TV | 2018년 12월 17일 ~ 2019년 10월 21일 | 매주 월요일 오후 5시 45분 ~ 6시 35분          |
| OBS경인TV | 2019년 10월 28일 ~ 2020년 4월 20일  | 매주 월요일 오후 4시 20분 ~ 5시 10분          |
| OBS경인TV | 2020년 5월 1일 ~ 2022년 5월 13일    | 매주 금요일 아침 8시 ~ 8시 50분               |

## 동시간대 경쟁 프로그램
- MBC 파워매거진 (MBC)